# Lytterprisen
Lytterprisen är ett norskt radiopratarpris. Det delas ut av Riksmålforbundet till personligheter i radio som använder språket på ett enastående vis. Huvudtanken är att belöna och uppmärksamma mediepersonligheter som använder norskans riksmål på ett levande och nyanserat sätt i sin verksamhet. Det började delas ut 1960 och fram till 2002 delades det ut till både radio- och TV-personligheter. Från och med 2003 instiftades TV-prisen och Lytterprisen delas endast ut till radiopersonligheter. Det delas ut i ett gemensamt evenemang med organisationens andra mediepriser TV-prisen och Gullpennen.

## Vinnare 1960–2002 (radio och television)
- 1960 – Sigurd Smebye.
- 1961 – Berit Brænne.
- 1962 – Anne Cath.
- 1963 – Francis Bull.
- 1964 – Erik Bye.
- 1965 – Arnulf Øverland.
- 1966 – Kjell Arnljot Wig.
- 1967 – André Bjerke.
- 1968 – Lille Graah.
- 1969 – Erik Tandberg.
- 1970 – Jahn Otto Johansen.
- 1971 – Arne Altern.
- 1972 – Mentz Schulerud.
- 1973 – Jacob Skarstein.
- 1974 – Richard Herrman.
- 1975 – Wenche Margrethe Myhre.
- 1976 – Einar Johannessen.
- 1977 – Lars Roar Langslet.
- 1978 – Gidske Anderson.
- 1979 – Eilif Straume.
- 1980 – Lars Jacob Krogh.
- 1981 – Kjell Thue.
- 1982 – Knut Bjørnsen.
- 1983 – Rolf Kirkvaag.
- 1984 – Guro Rustad.
- 1985 – Ella Arntsen.
- 1986 – Nils Heyerdahl.
- 1987 – Dankert Freilem.
- 1988 – Christian Borch.
- 1989 – Ingrid Sahlin-Sveberg.
- 1990 – Geir Helljesen.
- 1991 – Björn-Thore André.
- 1992 – Leif Dubard.
- 1993 – Olav Njaastad.
- 1995 – Rolv Wesenlund.
- 1996 – Knut Borge.
- 1997 – Fredrik Skavlan.
- 1998 – Eva Bratholm.
- 1999 – Ole Paus.
- 2000 – Torkjell Berulfsen.
- 2001 – Pål T. Jørgensen.
- 2002 – Jon Almaas.

## Vinnare 2003– (radio)
- 2003 – Nils Nordberg, NRK, radioteatern.
- 2004 – Kai Sibbern, NRK, Värdebörsen, P2.
- 2005 – Agnes Moxnes NRK P2.
- 2006 – Kari Slaatsvee, NRK P1.
- 2007 – Finn Balk NRK.
- 2008 – Sverre Tom Radøy, NRK.
- 2009 – Ugo Fermariello, NRK.
- 2010 – Cille Biermann, NRK.
- 2011 – Terje Nordby, NRK.
- 2012 – Ingrid Bjørnov, NRK.
- 2013 – Ida Creed, NRK.
- 2014 – Øyvind Arntsen NRK.
- 2015 – Marte Spurkland VG (podcast).
- 2016 – Lisbeth David-Andersen, NRK.
- 2017 – Fredrik Solvang.
- 2018 – Björn Faarlund, P4.
- 2019 – Anders Borgen Werring.